# 杉田浩章
杉田 浩章（すぎた ひろあき、1961年2月14日 - ）は、日本の経営コンサルタント。ボストン・コンサルティング・グループ日本代表を経て、東京大学協創プラットフォーム開発シニアアドバイザー、早稲田大学大学院経営管理研究科教授。

## 経歴・人物
愛知県宝飯郡小坂井町（現豊川市）出身。1979年愛知県立時習館高等学校卒業。東京工業大学工学部社会工学科で、観光や旅行を統計学を用いて研究し、1983年に卒業後、日本交通公社（のちのJTB）に入社。海外旅行の企画営業、情報化戦略プロジェクトに携わったのち、1993年慶應義塾大学大学院経営管理研究科修了。1994年に退社し、ボストン・コンサルティング・グループ入社。2001年ボストン・コンサルティング・グループ パートナー&マネージング・ディレクター。2006年ボストン・コンサルティング・グループ日本オフィス統括責任者。2007年ボストン・コンサルティング・グループ シニア・パートナー&マネージング・ディレクター。2014年ボストン・コンサルティング・グループ アジアパシフィック・クライアントチーム・リーダー。2016年ボストン・コンサルティング・グループ日本代表。2021年ボストン・コンサルティング・グループ マネージング・ディレクター&シニア・パートナー、ユニ・チャーム取締役監査等委員、東京大学協創プラットフォーム開発シニアアドバイザー、早稲田大学大学院経営管理研究科教授、SkyDrive顧問。2022年MicoCloud顧問、Kaizen Platform取締役。2023年ボストン・コンサルティング・グループ シニア・アドバイザー。国際連合世界食糧計画WFP協会理事、経済同友会幹事。 STRIVE 、ファームノート、アイリス、レジリア、ロケーションマインド、DataLabs顧問。

## 著作

### 著書
- 『思考する営業 : BCG流営業戦略』ダイヤモンド社 2009年
- 『BCG流戦略営業』日本経済新聞出版社 2016年
- 『リクルートのすごい構"創"力 : アイデアを事業に仕上げる9メソッド』日本経済新聞出版社 2017年
- 『プロフェッショナル経営参謀』日経BP日本経済新聞出版本部 2020年
- 『成長を生み出し続ける企業の10年変革シナリオ : 時間軸のトランスフォーメーション戦略』日経BP 2023年

### 監訳
- マイケル・J.シルバースタイン, ニール・フィスク, ジョン・ブットマン『なぜ高くても買ってしまうのか : 売れる贅沢品は「4つの感情スペース」を満たす』ダイヤモンド社 2004年
- マイケル・J.シルバースタイン, ジョン・ブットマン『なぜ安くしても売れないのか : 一人二極化消費の真実』ダイヤモンド社 2007年